# G·L·佩里斯
加米尼·拉克什曼·佩里斯（1946年8月13日—），是斯里蘭卡政治人物，曾任外交部长、教育部長、司法部長。他亦擁有25年高等教育之領域學術和行政經驗，曾擔任科倫坡大學副校長一職。